# آنکویتویل
آنکویتویل (به فرانسوی: Anquetierville) یک کمون در فرانسه است که در canton of Caudebec-en-Caux واقع شده‌است. آنکویتویل ۴٫۰۸ کیلومتر مربع مساحت دارد ۱۳۵ متر بالاتر از سطح دریا واقع شده‌است.